# Rock Me (песня Мелани Си)
«Rock Me» — песня английской певицы и автора песен Мелани Си из её пятого студийного альбома The Sea. Песня была выпущена в качестве заглавного сингла с альбома в Германии, Австрии и Швейцарии. Авторами песни стали Мелани Си, Дейв Рот и Девид Йост.
Песня дебютировала в Германии на 38-м месте.

## Музыкальное видео
Премьера клипа произошла за две недели до официального выхода сингла. В клипе Мелани танцует в скейт-парке, а также перед стеной, на которой нарисована большая надпись «Rock Me». Также в клипе присутствуют элементы хореографии в исполнении Мелани.

## Список композиций
- CD-сингл[1]

1. «Rock Me» — 3:11
2. «Stop This Train» — 4:00 (Melanie Chisholm, Peter-John Vettese)

- Цифровая загрузка[2]

1. «Rock Me» — 3:11
2. «Stop This Train» — 4:00 (Melanie Chisholm, Peter-John Vettese)
3. «Rock Me» (Dance Mix) — 3:29

## Чарты
| Чарт (2011)    | Высш. позиция |
| -------------- | ------------- |
| Германия (GfK) | 38            |

## Релиз
| Регион    | Дата         | Формат                      | Лейбл                   |
| --------- | ------------ | --------------------------- | ----------------------- |
| Германия  | 24 июня 2011 | CD-сингл, цифровая загрузка | 313 Music, Warner Music |
| Швейцария | 24 июня 2011 | CD-сингл, цифровая загрузка | 313 Music, Warner Music |
| Австрия   | 24 июня 2011 | CD-сингл, цифровая загрузка | 313 Music, Warner Music |
| Мир       | 26 июня 2011 | Цифровая загрузка           | Red Girl Records        |